# Randomorder
Randomorder war eine australische Thrash-Metal-Band aus Hobart, die 2007 gegründet wurde und sich 2016 auflöste.

## Geschichte
Die Band wurde Ende 2007 von dem Sänger und Gitarristen Gabe Latham gegründet. Im folgenden Jahr traten der Schlagzeuger und Sänger Matthew Bicket, der Bassist Justin Wilton und der Gitarrist Rod McAllister bei. Anfang des Jahres begann die Band live aufzutreten. Gegen Ende des Jahres entstand ein erstes Demo. Anfang 2009 wurde McAllister durch Sean Kelleher ersetzt, woraufhin ein weiteres Demo im Dezember 2009 aufgenommen und veröffentlicht wurde. Ende des Jahres hielt die Band auch ihre ersten Auftritte auf dem australischen Festland ab. 2010 schlossen sich Konzerte in Melbourne, Sydney und Wollongong mit Bands wie Dark Order, Rampant, Toecutter und Destent an. Anfang 2011 ging es zusammen mit In Malice’s Wake und Desecrator auf Tournee durch Australien. Im März 2011 begannen die Arbeiten zum Debütalbum mit Joe Haley von Psycroptic als Produzenten, ehe es im September unter dem Namen The Forbidden Knowledge in Eigenveröffentlichung erschien. Im folgenden Jahr wurde in Eigenveröffentlichung die Split-Veröffentlichung mit Sewercide publiziert. 2012 wurde ebenfalls das Debütalbum über EBM Records wiederveröffentlicht. Im Februar 2016 erschien das zweite Album Doomsday in Eigenveröffentlichung. Im folgenden Monat gab die Gruppe ihre Auflösung bekannt.

## Stil
Matt Coe von eternal-terror.com ordnete die Band in seiner Rezension zu The Forbidden Knowledge dem Thrash Metal zu, welcher schnell, wild, aber auch gelegentlich harmonisch sei. Der Gesang von Latham erinnere an eine saubere Version von Ron Eriksen (Viking) oder gelegentlich auch an Max Cavalera abzüglich des brasilianischen Akzents. Die Gitarren-Riffs und das Spiel des Schlagzeugs hätten einen Old-School-Thrash-Metal-Charakter, wobei hier zudem Gemeinsamkeiten zu Vio-lence, Viking und Demolition Hammer vorhanden seien. Gelegentlich seien bei den Songs auch klangliche Parallelen zu Forbidden vorhanden. GlobalThrashAssault von globalthrashassault.com bezeichnete die Musik des Albums ebenfalls als Thrash Metal, der sowohl originelle als auch klassische Elemente im Stil von Sepultura, Slayer, Kreator und Sodom verbinde. Die Musik sei geprägt durch beeindruckende Soli, aggressive Riffs, unbändigen Gesang und ein Schlagzeugspiel, das von Passagen im mittleren Geschwindigkeitsbereich bis schnellen Blastbeats reiche.

## Diskografie
- 2009: Demo 2009 (Demo, Eigenveröffentlichung)
- 2010: Demo 2010 (Demo, Eigenveröffentlichung)
- 2011: The Forbidden Knowledge (Album, Eigenveröffentlichung)
- 2012: States of Decay (Split mit Sewercide, Eigenveröffentlichung)
- 2016: Doomsday (Album, Eigenveröffentlichung)